# Lalita Lajmi
Lalita Lajmi (ur. 17 października 1932 w Kolkacie, zm. 13 lutego 2023) – indyjska malarka, artystka samouczka z rodziny zaangażowanej w różne dziedziny sztuki. Tworzyła głównie za pomocą techniki akwaforty, akwareli i farb olejnych. Jako dziecko interesowały ją tradycyjne indyjskie tańce. Jej bratem był reżyser i aktor indyjskiego kina Guru Dutt.

## Życie prywatne
Jej rodzice pochodzili z miasta Karwar, ale przeprowadzili się do Bengaluru. Ojciec artystki był poetą, a matka wielojęzyczną pisarką. Wuj Lajmi podarował dziewczynie pudełko farb i wysłał prace młodej artystki na konkurs, który wygrała. Żeby malować i utrzymać się finansowo, zaczęła uczyć w szkole artystycznej, pracując z dziećmi z niepełnosprawnościami i nieuprzywilejowanymi. Swój pierwszy obraz sprzedała niemieckiemu kolekcjonerowi sztuki dr. Heinzmode. Wymieniała się z nim pracami za obrazy niemieckich artystów i książki. Pierwszy raz swoje prace zaprezentowała na wystawie zbiorowej w Jehangir Art Gallery w Mumbaju. Pierwsza samodzielna wystawa Lality Lajmi odbyła się w 1961 roku. Przez ponad 20 lat artystka uczyła w szkole Campion School and Convent of Jesus & Mary. W Sir J.J. Institute of Applied Art skończyła studia magisterskie w dziedzinie sztuki. Prace Lality Lajmi są przechowywane w indyjskim muzeum the National Gallery of Modern Art, the CSMVS Museum i w Muzeum Brytyjskim.
Lalita Lajmi w wieku 17 lat poślubiła kapitana Gopiego Lajmi. Miała z nim córkę Kalpanę Lajmi, która pracowała jako reżyserka. Kalpana Lajmi umarła na raka nerki w wieku 64 lat. Ból matki po stracie dziecka widać w wielu z prac Lality Lajmi. Również samobójstwo brata Guru Dutta miało wpływ na prace artystki.
W 1994 roku została zaproszona na Guru Dutt Film Festival zorganizowany przez ambasadora Gopalkrishnę Gandhiego w Londynie. Filmy krewnych Lality Lajmi, Satyajity Raya i Raja Kapoora, stanowiły inspirację dla jej prac.

## Kariera
Lalita Lajmi zaczęła na poważnie malować w 1960 roku, a w 1961 roku pokazała swoje w prace na samodzielnej wystawie w Jehangir Art Gallery. Miała wiele wystaw krajowych i międzynarodowych. Obrazy Lality Lajmi można było zobaczyć w Indiach, Niemczech, Anglii i Stanach Zjednoczonych. Jej liczne prace pokazywane były w studiu Graphic workshop of Prof. Paul Lingerine w Mumbaju oraz w galeriach Prithvi Art Gallery, Pundole Art Gallery, Apparao Gallery, Pundole Gallery, Mumbai, Hutheesing Centre for Visual Art, Ahmedabad, Art Heritage, New Delhi, Gallery Gay, Prints Exhibition at Max Muller Bhavan i wielu innych. Grupowe wystawy artystki pokazywane były w galeriach The viewing Room, Think Small, art Alive Gallery, The Feminine Eye, Gallery Sara Arakkal. Dwie z jej akwafort można było zobaczyć w 1985 roku w Stanach Zjednoczonych na festiwalu „India Festival”.
Lalita Lajmi głosiła wykłady w Indiach i Wielkiej Brytanii. Wystąpiła w filmie Taare Zameen Par reżyserii Aamira Khana. Projektowała kostiumy do sztuki Amola Palekara. Przy filmie Aghaat Pracowała jako artystka graficzna.

## Styl artystyczny
Lalita Lajmi sama nauczyła się malować. Mimo studiowania książek malarskich, brakowało jej przewodnika, który wspomógłby rozwój artystki. Jako że sama poznawała nowe techniki, jej sztuka była często eksperymentalna. Według artystki aż do 1970 roku jej sztuka nie miała określonego kierunku. Dopiero wtedy zaczęła posługiwać się akwafortą, akwarelami i farbami olejnymi. W jej twórczości można zauważyć motywy autobiograficzne. Powtarzają się postaci kobiet, mężczyzn, dzieci i klaunów. Obrazy przedstawiają interakcje międzyludzkie, w szczególności interakcje między kobietami po odzyskaniu przez Indie niepodległości. Artystka ukazuje napięcie między mężczyznami a kobietami, które przyjmują różne życiowe role. Postaci kobiece są pokazane jako silne i asertywne. W pracach Lality Lajmi można odnaleźć figury hinduskiej bogini Kali oraz Durgi, które są kojarzone z walką dobra ze złem i bezkompromisowością. Początkowo malarstwo artystki miało charakter melancholijny, a w późniejszym okresie stało się bardziej pozytywne.

## Wystawy i kolekcje
Wystawy
- 2023: National Gallery of Modern Art, Mumbaj – The Mind’s Cupboard – Lalitha Lajmi – A retrospective
- 1997: Appa Rao Gallery, Ćennaj
- 1996: Pundole’s, Mumbaj
- 1981: Hutheesing Centre for Visual Art, Ahmedabad
- 1980: Art Heritage, Nowe Delhi
- 1978, 1974, 1972, 1966, 1962, 1961: Mumbaj, Niemcy i USA
- 1978: Gallery Gay, Niemcy
- 1977: Prints Exhibition at Max Muller Bhavan, Kolkata
- 1976: Boston i Los Angeles[9].

Kolekcje
- Tata Institute of Fundamental Research, Mumbaj
- Space Research Centre, Ahmedabad
- CMC Office – Bombay, Delhi i Kolkata
- National Gallery of Modern Art, Nowe Delhi
- National Gallery of Modern Art, Mumbaj
- Lalit Kala Academy, Nowe Delhi
- Chandigarh Museum, Chandigarh
- Bradford Museum, Anglia, UK
- British Museum, Londyn, UK
- Air India Office, Mumbaj
- Procter and Gamble Ltd
- Jehangir Nicholson Art Foundation
- Birla Museum, Hyderabad
- Tehelka, „ART FOR FREEDOM” dla Aukcji BON-HAMS w Londynie
- Domestic airport in Mumbai by Tarana Khubchandani of Art & Soul Gallery.
- Jehangir Art Gallery 2014[1].

## Nagrody
- 1997: ICCR Travel Grant for International Contemporary Indian Women Artists Show for 50 Years of Indian Independence zorganizowany przez Mills College of Art w Oakland, Kalifornia
- 1983: ICCR Travel Grant to Germany
- 1979: Bombay Art Society, Mumbaj
- 1978: State Art Exhibition Award
- 1977: Bombay Art Society Award (Etching)
- 1977: ICCR Travel Grant to Oakland, California
- w latach 1979–1983 przyznawano jej the Government of India Junior Fellowship[1][9].